# Copelatus caelatus
Copelatus caelatus är en skalbaggsart som beskrevs av Guignot 1952. Copelatus caelatus ingår i släktet Copelatus och familjen dykare. Inga underarter finns listade i Catalogue of Life.